# Widerlegung (Schach)
Im Schachspiel versteht man unter einer Widerlegung die Durchkreuzung einer Absicht durch einen Gegenzug oder eine Gegenstrategie. In der Eröffnungstheorie wird durch eine Widerlegung die bisherige Bewertung einer Variante auf den Kopf gestellt, der bislang nicht oder ungenügend untersuchte widerlegende Zug wird häufig Neuerung genannt.

## Schachkomposition
Eine Widerlegung in der Schachkomposition weist einen Fehler im Gedankengang des Komponisten nach und entwertet damit seine Idee vollständig. Bei Verführungen handelt es sich um absichtlich vom Autor ausgelegte Irrwege, die ihrerseits jeweils eine (möglichst einzige) Widerlegung haben. Beispiel: Komposition im Artikel Gerhard Latzel: Sieben Springerabzüge werden widerlegt, nur der achte führt zum Matt.
| Analysediagramm \| \| a \| b \| c \| d \| e \| f \| g \| h \| \| \| 8 \| \| \| \| \| \| \| \| \| 8 \| \| 7 \| \| \| \| \| \| \| \| \| 7 \| \| 6 \| \| \| \| \| \| \| \| \| 6 \| \| 5 \| \| \| \| \| \| \| \| \| 5 \| \| 4 \| \| \| \| \| \| \| \| \| 4 \| \| 3 \| \| \| \| \| \| \| \| \| 3 \| \| 2 \| \| \| \| \| \| \| \| \| 2 \| \| 1 \| \| \| \| \| \| \| \| \| 1 \| \| \| a \| b \| c \| d \| e \| f \| g \| h \| \| Weiß am Zug hält remis | Vom Autor angegebene Lösung: 1. g2–g4 Ke5–f4 2. Kf7–f6 Kf4xg4 3. Kf6–e5 und Weiß hält den Bauern auf, da er ins Bauernquadrat gelangt ist. Die Studie wird jedoch durch 2. … a5–a4 widerlegt, wonach Schwarz zuerst eine Dame erhält und gewinnt. Der schwarze Bauer zieht mit Schachgebot ein. Danach muss Weiß den König ziehen und Schwarz verhindert mit Dame und König die weiße Bauernumwandlung. Will Weiß dies vermeiden, muss er bereits zuvor einen weiteren Königszug machen und ist dann ebenfalls um einen Zug zu langsam. |   |   |   |   |   |   |   |   |
| | a | b | c | d | e | f | g | h |   |
| 8 | |   |   |   |   |   |   |   | 8 |
| 7 | |   |   |   |   |   |   |   | 7 |
| 6 | |   |   |   |   |   |   |   | 6 |
| 5 | |   |   |   |   |   |   |   | 5 |
| 4 | |   |   |   |   |   |   |   | 4 |
| 3 | |   |   |   |   |   |   |   | 3 |
| 2 | |   |   |   |   |   |   |   | 2 |
| 1 | |   |   |   |   |   |   |   | 1 |
| | a | b | c | d | e | f | g | h |   |

## Computerschach
Im Computerschach spielt Widerlegung in der effektiven Variantenberechnung eine zentrale Rolle. Im Gegensatz zum Minimax-Algorithmus wird in der Alpha-Beta-Suche das Prinzip der Widerlegung integriert. Prinzipiell lassen sich in der Alpha-Beta-Suche zwei Arten von Widerlegung ausmachen:
- Echte Widerlegung: Der Widerlegungszug beweist, dass der gerade zu untersuchende Zug schwächer ist als ein bereits zuvor analysiertes alternatives Abspiel. Die restlichen Antwortzüge brauchen daher nicht mehr analysiert werden.
- Widerlegung im erweiterten Sinne (Grenzfall): Der Widerlegungszug beweist lediglich, dass der gerade zu untersuchende Zug nicht stärker ist als ein bereits zuvor analysiertes alternatives Abspiel. Theoretisch könnten beide Abspiele sogar gleich stark sein. Um dies festzustellen, müsste man die restlichen Antwortzüge noch untersuchen. Aus zeitlichen Gründen wird jedoch darauf verzichtet: man hält am zuvor analysierten Abspiel fest.

Ersterer Fall ist im Alpha-Beta-Algorithmus durch die Bedingung α > β gegeben, letzterer durch die Bedingung α = β. Da praktisch beide Arten von Widerlegung gleich behandelt werden, wird die Bedingung zusammenfassend auf α ≥ β reduziert.
Ein spezieller abstrakter Fall von Widerlegung ergibt sich zudem in der Null-Zug-Suche:
- Null-Zug-Widerlegung: Nullzug beweist, dass der Anziehende sich selbst ohne Zutun des Nachziehenden in eine schlechtere Lage manövriert. Selbst das Nichtstun des Nachziehenden ist sozusagen noch stark genug um das Abspiel des Anziehenden zu widerlegen.